# حلقي احتكاكي مهموس

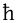

حلقي احتكاكي مهموس (بالإنجليزية: Voiceless pharyngeal fricative)، صامت حلقي احتكاكي مهموس مستخدم في العديد من اللغات المحكيّة، يرمز له بالأبجديّة الصوتيّة الدوليّة بالرمز (ħ)، وبأبجدية مناهج تقييم الكلام الصوتية الموسعة بالرمز (X\)، في الأبجدية العربية يقابله الحرف (ح).

## ملامح الصوت
الملامح المميزة للصامت الحلقي الاحتكاكي المهموس:
1. مخرج الصوت احتكاكي، وهذا يعني أنّ الصوت ينطق بواسطة دفع الهواء عبر ممر ضيق في موضع النطق.
2. صفة الصوت حَلْقِيَّة ، وهذا يعني أنّ الصوت ينطق بواسطة انحناء الجزء الخلفي من اللسان وملامسته الغشاء الخلفي لبلعوم.
3. الصفة اللفظية مهموس، وهذا يعني أنّ الحبال الصوتيّة لا تهتز أثناء نطق الصوت.
4. صامت شفتاني، وهذا يعني أن الهواء يخرج من خلال الفم فقط.
5. تقنية تدفق الهواء رئويّة، وهذا يعني أنّ الصوت ينطق الحرف عن طريق دفع الهواء بواسطة الرئتين والحجاب الحاجز فقط، كمعظم الأصوات تقريباً.

## ظهور الصوت
| اللغة    | اللغة        | الكلمة     | أصد        | المعنى      | ملاحظات                          |
| -------- | ------------ | ---------- | ---------- | ----------- | -------------------------------- |
| أبخازية  | أبخازية      | ҳара       | [ħaˈra]    | 'نحن'       |                                  |
| عربية    | فصحى         | حال        | [ħaːl]     | 'حال'       | انظر صواتة عربية                 |
| أفارية   | أفارية       | xIебецI    | [ħeˈbetsʼ] | 'شمع الاذن' |                                  |
| أمازيغية | لهجة قبائلية | aḥeffaf    | [aħəffaf]  | 'حلاق'      |                                  |
| شيشانية  | شيشانية      | xъач / ẋaç | [ħatʃ]     | 'خوخ'       |                                  |
| غاليسية  | غاليسية      | ghato      | [ˈħato]    | 'قطة'       | في بعض اللهجات تستبدل بالصوت /ɡ/ |
| عبرية    | عبرية        | חַשְׁמַל       | [ħaʃˈmal]  | 'كهرباء'    | فقط في اللهجات المزاريحيّة        |
| كردية    | كردية        | hol        | [ħol]      | 'بيئة'      | في بعض اللهجات                   |
| مالطية   | قياسية       | wieħed     | [wiħːed]   | 'واحد'      |                                  |
| صومالية  | صومالية      | xood       | [ħoːd]     | 'قصب'       |                                  |
| سريانية  | آرامية       | ܡܫܝܼܚܵܐ      | [mʃiːħa]   | 'المسيح'    |                                  |